# Ryan Devlin
Ryan Patrick Devlin (Grand Rapids (Michigan), 5 juni 1980) is een Amerikaans acteur en presentator.

## Biografie
Devlin werd geboren in Grand Rapids (Michigan) waar hij de high school doorliep aan de Forest Hills Central High School. Op deze school begon hij met acteren in school- en lokale theatervoorstellingen, en haalde in 1998 zijn diploma. Hierna studeerde hij af in bedrijfskunde aan de Michigan State University in East Lansing, hier raakte hij betrokken bij de universiteitstelevisie.
Devlin begon in 2004 met acteren in de televisieserie Grounded for Life, waarna hij nog meerdere rollen speelde in televisieseries en films. Zo speelde hij in onder andere Veronica Mars (2006), Cougar Town (2010-2011), Brothers & Sisters (2010-2011) en Jane the Virgin (2014-2015).
Tevens presenteerde hij programma's op MTV, zoals Are You The One?.

## Filmografie

### Films
Uitgezonderd korte films.
- 2023 The Best Man - als Aaron
- 2016 Worst Laid Plans - als klant Back Tattoo
- 2010 Marmaduke - als Beach Dog (stem)
- 2009 The Grean Teem - als Billy Green
- 2009 Weather Girl - als Walt
- 2009 The Law - als Michael
- 2007 The World According to Barnes - als Barnes
- 2006 Deck the Halls - als Bob Murray
- 2006 Deceit - als Patron

### Televisieseries
Uitgezonderd eenmalige gastrollen.
- 2006-2019 Veronica Mars - als Mercer Hayes - 6 afl.
- 2018-2019 iZombie - als Dalton - 3 afl.
- 2014-2015 Jane the Virgin - als Billy Cordero - 4 afl.
- 2010-2011 Brothers & Sisters - als Seth Whitley - 6 afl.
- 2010-2011 Cougar Town - als Smith Frank - 10 afl.
- 2010 Grey's Anatomy - als Bill Portman - 3 afl.
- 2007-2008 Big Shots - als Zack Wells - 6 afl.
- 2005-2006 Living with Fran - als Todd - 3 afl.
- 2005 The War at Home - als Keith - 2 afl.
- 2004 Grounded for Life - als Mocha Joey - 2 afl.